# Columbo: Traumschiff des Todes
Traumschiff des Todes (Originaltitel: Troubled Waters) ist eine erstmals im Rahmen der NBC-Sunday-Mystery-Movie-Serie gesendete Episode der Kriminalfilm-Reihe Columbo aus dem Jahr 1975. Die deutschsprachige Erstausstrahlung der vierten Folge der vierten Staffel folgte erst 1992 auf RTL plus. Der US-amerikanische Schauspieler Robert Vaughn verkörpert als Automobilverkäufer Hayden Danziger den Gegenspieler von Inspektor Columbo, dargestellt von Peter Falk.

## Handlung
Inspektor Columbo verbringt mit seiner Ehefrau eine Urlaubsreise an Bord eines Kreuzfahrtschiffes nach Mexiko. Unter den Passagieren befindet sich als Ehrengast auch Hayden Danziger nebst Gattin Sylvia. Der erfolgreiche Gebrauchtwagenhändler hat zur Vertiefung der Kundenbeziehungen zahlreiche Geschäftspartner eingeladen. Darüber hinaus verfolgt Danziger noch andere Pläne. Mit einem tragbaren Schneidegerät und einem gestohlenen Codebuch fertigt er eine Kopie des Generalschlüssels an. Auf diese Weise verschafft er sich Zugang zum Zimmer von Lloyd Harrington, der als Pianist in der Bordband spielt, und deponiert eine Quittung für den Kauf einer Waffe in dessen Safe. Anschließend begibt er sich zur Kabine der Sängerin Rosanna Welles und legt die betreffende Waffe in ihren Kleiderschrank. Harrington hatte vor einiger Zeit eine Affäre mit Welles, bevor sie Danziger bei einer früheren Kreuzfahrt kennen- und lieben lernte. Da er von seiner Frau finanziell abhängig ist und weitere Risiken scheut, möchte Danziger das Verhältnis jedoch beenden. Begleitet von einem Wortgefecht und Handgreiflichkeiten fordert Welles Geld als Gegenleistung für ihr Schweigen. Am Nachmittag täuscht Danziger durch Inhalation einer Amylnitrit-Kapsel einen Herzanfall am Schwimmbecken vor. Zur Beobachtung wird er über Nacht in die Krankenstation eingeliefert. Dort gelingt es ihm, unbemerkt zwei Operationshandschuhe zu entwenden. Während des abendlichen Auftrittes der Band eilt Danziger als Crewmitglied verkleidet die Mannschaftstreppe hinunter zu Welles Zimmer. Als die Sängerin nach der ersten Hälfte des Konzertes zum Kostümwechsel erscheint, erschießt er sie mit der hinterlegten Waffe schallgedämpft durch ein Kopfkissen und hinterlässt mit einem Lippenstift den Buchstaben „L“ für „Lloyd“ auf ihrem Schminkspiegel. Danach kehrt er auf demselben Weg in das Krankenzimmer zurück, wobei er den Revolver in einem Wäschewagen versteckt. Rechtzeitig zu einer weiteren Puls- und Blutdruckmessung liegt er wieder im Krankenbett.
Später wird Welles’ Leiche entdeckt, nachdem die Band vergeblich auf ihre Rückkehr gewartet hat. Der um Diskretion bemühte Kapitän beauftragt Columbo mit den inoffiziellen Ermittlungen. Der Inspektor vermutet aufgrund des geplanten Vorgehens, dass der Täter mit den Abläufen an Bord vertraut sein muss. Um sich ein Mittel gegen seine Seekrankheit verabreichen zu lassen, sucht er die Krankenstation auf und findet zufällig eine Feder auf dem Fußboden vor der Tür zu Danzigers Krankenzimmer. Bei der Untersuchung des Leichnams kommt der Schiffsarzt zu dem Ergebnis, der Tod müsse augenblicklich eingetreten sein. Unter diesen Umständen hätte Welles keine Zeit mehr gehabt, einen Hinweis auf den Spiegel zu schreiben. Einer Ahnung folgend, schreitet Columbo den Weg von der Krankenstation zur Kabine des Opfers ab, um die Zeit zu messen. Dennoch fällt der offensichtliche Verdacht zunächst auf Harrington, der sich kürzlich mit Welles vor Zeugen gestritten hat. Außerdem wird bei der nachfolgenden Durchsuchung seines Zimmers die untergeschobene Quittung sichergestellt. Derweil wird der Revolver in der Bordwäscherei gefunden und durch einen Abgleich der Projektile vom Inspektor vorbehaltlich der ballistischen Analyse als Tatwaffe bestätigt. Trotz Danzigers gegenteiliger Beteuerungen ist Columbo nicht von Harringtons Schuld überzeugt. Warum sollte er die belastende Quittung aufbewahren, obwohl sie im Gegensatz zu den anderen Rechnungen im Safe nicht steuerlich absetzbar ist? Und weshalb wurde nur die Tatwaffe unter Zeitdruck abgelegt, und nicht auch die Handschuhe, die der mutmaßliche Mörder wegen fehlender Schmauchspuren an den Händen getragen haben muss?
Nachdem der Schiffsarzt die Möglichkeit bestätigt hat, einen Herzanfall mit Medikamenten vorzutäuschen, findet der Inspektor die passenden Kapselhüllen im Poolfilter. Danziger wird damit zum Hauptverdächtigen, zumal seine am Mordabend gemessene Pulsfrequenz sprunghaft anstieg, was auf körperliche Anstrengung schließen lässt. Columbo befragt ihn erneut und stellt gleichzeitig eine Falle, indem er ihn auf die Bedeutung der fehlenden Handschuhe hinweist, die er angeblich für die Überführung von Harrington benötigt. In der Nacht nimmt Danziger zwei weitere Operationshandschuhe an sich, erzeugt mit einem ähnlichen Revolver eines Zauberkünstlers durch Abgabe eines Schusses im Maschinenraum die notwendigen Schmauchspuren und steckt sie in einen Feuerwehrschlauchkasten. Am nächsten Tag kommen die Handschuhe während einer Brandschutzübung der Crew vor dem Einlaufen in den mexikanischen Zielhafen zum Vorschein. In Gegenwart von Danziger und des Kapitäns überprüft der Inspektor unvermittelt die Innenseiten der beiden Beweisstücke. In Ermangelung geeigneter Spurensicherungspulver an Bord macht er die am Gummi haftenden Fingerabdrücke mithilfe von Grafitspänen eines Bleistiftes sichtbar. Er erkennt sofort, dass die Spuren nicht vom Pianisten stammen, dessen Abdrücke er zuvor abgenommen hat. Als er Danziger auffordert, es Harrington gleichzutun, gesteht dieser nach einigem Zögern den Mord und wird den ausländischen Behörden übergeben. Ausschlaggebend war die Feder vor dem Krankenzimmer, die sich ursprünglich im Kopfkissen einer Gästekabine befunden haben muss, weil in Krankenhäusern wegen möglicher Allergien keine Federkissen verwendet werden dürfen.

## Hintergrund
Die Episode wurde während einer touristischen Reise nach Mexiko auf dem 1972 gebauten Kreuzfahrtschiff Ocean Dream gefilmt, das zum Zeitpunkt der Dreharbeiten noch Sun Princess hieß. Das Schiff wurde 2012 ausgemustert und sank vier Jahre später bei einer Havarie vor der thailändischen Küste. Der mit Peter Falk befreundete Regisseur Ben Gazzara, der mit ihm gemeinsam im 1970 erschienenen Filmdrama Ehemänner bereits vor der Kamera stand, erzählte: “Of the two episodes I directed, Troubled Waters was an especially good time. It was great watching the actual customers mix with the show folk. We sailed from San Francisco to Puerto Vallarta, and about the only thing that wasn’t fun was the vomiting. We had a storm. The sound man would say ‘action’, and you got it.” (deutsch: „Von den beiden Episoden, bei denen ich Regie geführt habe, waren besonders die Dreharbeiten an Troubled Waters eine gute Zeit. Es war großartig zu sehen, wie sich die echten Kreuzfahrtpassagiere und die Filmleute vermischten. Wir reisten mit dem Schiff von San Francisco nach Puerto Vallarta und das Einzige, was keinen Spaß machte, war die Seekrankheit inklusive Erbrechen. Wir gerieten in einen Sturm. Der Tonmann sagte „Action“, und es ging los.“)
Der Fall wird in der Episode Blutroter Staub der nachfolgenden fünften Staffel noch einmal erwähnt. Columbo befindet sich erneut im Urlaub und wird von seinem Amtskollegen in Mexiko um Unterstützung gebeten, nachdem dieser die Zeitungsberichte über die Aufklärung des Mordes an Bord des Schiffes gelesen hatte.
Der englische Originaltitel kann wörtlich übersetzt werden mit „unruhiges Fahrwasser“ oder frei mit „unübersichtliche Situation“.

## Besetzung und Synchronisation
Die deutschsprachige Synchronfassung entstand im Jahr 1992 bei der Alster Studios Synchron unter der Dialogregie von Peter Kirchberger. Eberhard Storeck schrieb das Dialogbuch.
| Figur              | Darsteller     | Deutscher Sprecher    |
| ------------------ | -------------- | --------------------- |
| Lieutenant Columbo | Peter Falk     | Claus Biederstaedt    |
| Gaststars          |                |                       |
| Hayden Danziger    | Robert Vaughn  | Wolfgang Jürgen       |
| Sylvia Danzinger   | Jane Greer     | Renate Pichler        |
| Lloyd Harrington   | Dean Stockwell |                       |
| Preston Watkins    | Bernard Fox    | Klaus Nietz           |
| Dr. Frank Pierce   | Robert Douglas | Gottfried Kramer      |
| Kapitän Gibbon     | Patrick Macnee | Gert Günther Hoffmann |
| Weitere Darsteller |                |                       |
| Rosanna Welles     | Poupée Bocar   |                       |
| Melissa            | Susan Damante  | Anja Ziemer           |
| Artie Podell       | Peter Maloney  | Holger Mahlich        |
| Zauberkünstler     | Curtis Credel  | Achim Schülke         |

## Rezeption
Die Fernsehzeitschrift TV Spielfilm vergab eine positive Wertung (Daumen hoch): „Feine Besetzung, hübsches Ambiente.“
Der Autor Michael Striss wertete mit drei von vier Sternen (sehr empfehlenswert). Er hob den ungewöhnlichen Schauplatz und die Besetzung hervor: „Columbos im Urlaub – das ist eine glänzende Idee, die auch gut umgesetzt wird. Noch dazu bewegt sich der Inspektor in geschlossener Gesellschaft, wie sie ein beliebtes Motiv klassischer englischer Kriminalliteratur ist (»closed room mystery«). Das ungewohnte Milieu stellt eine nette Abwechslung dar. Robert Vaughn ist seine Rolle wie auf den Leib geschrieben. Mit Macnee, Fox und Douglas ist eine exzellente Schiffsbesatzung angeheuert worden; Jane Greer und Dean Stockwell vervollständigen das hochkarätige Darstellerensemble.“
Der Autor Mark Dawidziak ergänzte: „Auch wenn der Krimi nicht zu den besten der Serie gehört, bereitet Traumschiff des Todes auch bei wiederholter Betrachtung immer noch großes Vergnügen. Zur wunderbaren Besetzung gehören zwei Hauptdarsteller aus beliebten Spionageserien der 1960er-Jahre – Robert Vaughn (Solo für O.N.C.E.L.) und Patrick Macnee (Mit Schirm, Charme und Melone) – sowie zwei Schauspieler, die Dr. Watson gespielt haben (Macnee und Bernard Fox).“